# Dino Monduzzi
Dino Monduzzi , ComC • GCIH • COMIH (2 de abril de 1922 - 13 de outubro de 2006) foi um prelado italiano da Igreja Católica. Foi Prefeito da Prefeitura da Casa Pontifícia de 1986 a 1998.

## Biografia
Ele nasceu em 1922 para Damiano e Ida (née Ragazzini) Monduzzi em Brisighella, Itália . Monduzzi foi ordenado ao sacerdócio pelo Bispo Giuseppe Battaglia de Faenza em 22 de julho de 1945. Ele celebrou sua primeira missa no dia seguinte, e depois de seus estudos na Pontifícia Universidade Lateranense, em Roma, obteve a licenciatura em utroque iure.
Depois de se envolver em missões da Ação Católica , Padre Monduzzi começou a trabalhar para a Santa Sé no final dos anos 50 como adjunto (e mais tarde secretário) da Prefeitura da Casa Pontifícia , que, entre outras tarefas, organiza audiências papais . Em 1961 ele foi elevado ao posto de monsenhor . Monduzzi foi nomeado Prefeito da Casa Pontifícia e Bispo Titular de Capreae em 18 de dezembro de 1986, e recebeu sua consagração episcopal em 6 de janeiro de 1987, do Papa João Paulo II (com os arcebispos Eduardo Martínez Somalo e José Tomás Sánchezcomo co-consagradores). Como prefeito, Monduzzi era responsável pelos aspectos não litúrgicos das cerimônias papais e pelos públicos e privados do papa. Ele acompanhou João Paulo II em 130 peregrinações pastorais e 268 visitas pastorais às paróquias romanas .
Em 7 de fevereiro de 1998, ele se aposentou como Prefeito da Casa Pontifícia, e foi criado o cardeal-diácono de San Sebastiano al Palatino por João Paulo II no consistório de 21 de fevereiro de 1998. Cardeal Monduzzi finalmente sucumbiu a uma doença em curso e morreu em 1: 00:00 em 13 de outubro de 2006 no Vaticano . O Papa Bento XVI celebrou a sua missa fúnebre no dia 16 de outubro seguinte e os seus restos mortais foram então enterrados no túmulo da sua família em Brisighella.

## Honras
- Ordem PRT do Príncipe Henrique - Comandante BAR.pngComandante da Ordem do Infante D. Henrique , Portugal (31 de agosto de 1987) [1]
- PRT Ordem de Cristo - Commander BAR.pngComandante da Ordem de Cristo , Portugal (9 de setembro de 1981) [1]
- Ordem PRT de Prince Henry - Grand Cross BAR.pngGrã-Cruz a Ordem do Infante D. Henrique , Portugal (21 de dezembro de 1990)